# Série harmônica (música)
Em física, série harmônica é o conjunto de ondas composto pela frequência fundamental e de todos os múltiplos inteiros desta frequência. Na teoria musical é a relação entre as várias frequências que a nota musical emite (série de frequências partindo da fundamental). De forma geral, uma série harmônica é resultado da vibração de algum tipo de oscilador harmônico (pêndulo, motor, gerador, corpo do instrumento musical). Estudar a série harmônica é fundamental para analisar a estrutura da música e analisar o espectro eletromagnético (ondas de rádio e sistemas de corrente alternada). Na matemática, o termo série harmônica refere-se a uma série infinita, que pode ser análisada como transformadas de Fourier e as séries de Fourier.
Percebe-se que algo quando vibra, produz sons em diferentes alturas/frequências, isto era estudado usando o instrumento monocórdio ou a flauta. A frequência fundamental é o primeiro harmônico, a frequência mais forte e mais baixa da série.

## História
Desde a antiguidade, muitas civilizações perceberam que um corpo em vibração produz sons em diferentes alturas, que corresponde a diversas frequências. Os gregos há muitos séculos já estudavam este fenômeno através de um instrumento experimental, o monocórdio. Os conhecimentos mais antigos na Grécia sobre o assunto estão associados  ao filósofo e matemático grego Pitágoras. Ainda assim, não há nenhuma evidência de que Pitágoras tenha escrito algum livro. Supõe-se que os chineses também realizassem explorações com harmônicos através de flautas e outros instrumentos.
Pitágoras percebeu que ao colocar uma corda em vibração ela não vibra apenas em sua extensão total, mas forma também uma série de nós, que a dividem em seções menores, os ventres, que vibram em frequências mais altas que a fundamental. Se o monocórdio for longo o suficiente, estes nós e ventres poderão ser visíveis. Logo se percebeu que estes nós se formam em pontos que dividem a corda em duas partes iguais, três partes iguais e assim sucessivamente. A figura ao lado mostra os nós e ventres das quatro primeiras frequências de uma série. Para facilitar a compreensão eles são mostrados separadamente, mas em uma corda real, todos se sobrepõem, gerando um desenho complexo, semelhante à forma de onda do instrumento. Se colocarmos o dedo levemente sobre um dos nós, isso provoca a divisão da corda em seções menores e torna os ventres mais visíveis. Esta experiência pode ser feita com um violão, ao pousar um dedo levemente sobre o 12º traste e dedilhar a corda. Isso divide a corda em duas seções iguais e permite ver dois ventres distintos em vibração.
Pela relação entre os comprimentos das seções e as frequências produzidas por cada uma das subdivisões, pode-se demonstrar que a corda soe simultaneamente, na frequência fundamental (F) e em todas as suas freqüências múltiplas inteiras (2F, 3F, 4F, etc.). Cada uma dessas frequências é um harmônico. A altura da nota produzida pela corda é geralmente determinada pela frequência fundamental. As demais frequências tendem a não ser percebidas separadamente, como alturas discretas, mas se integram ao som global, fazendo parte do timbre percebido.
Devido à limitação da elasticidade da corda, os primeiros harmônicos soam com maior intensidade que os posteriores e exercem um papel mais importante na determinação da forma de onda e consequentemente, no timbre do instrumento. O mesmo resultado pode ser obtido ao colocar uma coluna de ar em vibração, embora neste caso não seja possível ver os nós e ventres da onda.
O conhecimento da série harmônica permitiu à maior parte das civilizações do mundo, escolher, dentre todas as frequências audíveis, um conjunto reduzido de notas que soasse agradável ao ouvido. Pitágoras percebeu, por exemplo, que o segundo harmônico (a nota com o dobro da frequência da fundamental) soava como se fosse a mesma nota, apenas mais aguda. Esta relação de frequências (F/2F, ou 2/1 se considerarmos os comprimentos das cordas), que hoje chamamos de oitava, é percebida como neutra (nem consonante nem dissonante). O próximo intervalo, entre o segundo e o terceiro harmônico, (2F/3F ou 3/2) soa fortemente consonante. Este é o intervalo que hoje é chamado de quinta. Os intervalos seguintes obtidos pela sucessão de frequências da série, são os de 4/3 (quarta), 5/4 (terça maior) e 6/5 (terça menor), sucessivamente menos consonantes. Pitágoras também percebeu que intervalos produzidos por relações de números muito grandes, como 16/15 (segunda menor) soam fortemente dissonantes. Todos estes intervalos fazem parte dos modos da música grega e da escala diatônica moderna. O intervalo de quinta, sobretudo, por ser o mais consonante da série (após a oitava), foi a base para a construção de inúmeras escalas musicais, de diferentes partes do mundo.

## Os sons da série harmônica
A série harmônica é uma série infinita, composta de ondas senoidais com todas as frequências múltiplas inteiras da frequência fundamental. Rigorosamente, o parcial com frequência fundamental é o primeiro harmônico, no entanto, devido a divergências de nomenclatura, alguns textos apresentam o parcial de frequência 2F como sendo o primeiro harmônico. Neste artigo, assumimos que a fundamental corresponda ao primeiro harmônico. Não existe uma única série harmônica, mas sim uma série diferente para cada frequência fundamental. A Tabela abaixo mostra dois exemplos de série harmónica. Uma se inicia no Lá1 (110 Hz) e a outra no Do2 (132 Hz). A frequência dá nota Do2 foi arredondada para simplificar a tabela. Em um sistema temperado as frequências das notas seriam ligeiramente diferentes (Ver observações e o texto abaixo). São mostrados os 16 primeiros harmônicos para cada série.
| #    | Lá1   | Lá1             | Do2  | Do2             | Observações                                                                                      |
| #    | Nota  | Frequência (Hz) | Nota | Frequência (Hz) | Observações                                                                                      |
| ---- | ----- | --------------- | ---- | --------------- | ------------------------------------------------------------------------------------------------ |
| 1(F) | Lá1   | 110             | Do2  | 131             | Frequência fundamental. Tecnicamente o primeiro harmônico.                                       |
| 2    | Lá2   | 220             | Do3  | 262             | Uma oitava acima da fundamental. 2º harmônico                                                    |
| 3    | Mi3   | 330             | Sol3 | 393             | Uma quinta acima do 2º harmônico.                                                                |
| 4    | Lá3   | 440             | Do4  | 524             | Duas oitavas acima da fundamental.                                                               |
| 5    | Do#4  | 550             | Mi4  | 655             | Todos os harmônicos ímpares subsequentes soam desafinados em relação aos equivalentes temperados |
| 6    | Mi4   | 660             | Sol4 | 786             | Note que o Sol4 da série de Do é diferente da mesma nota na série de Lá (linha abaixo)           |
| 7    | Sol4  | 770             | Sib4 | 917             |                                                                                                  |
| 8    | Lá4   | 880             | Do5  | 1048            | Três oitavas acima da fundamental                                                                |
| 9    | Si4   | 990             | Ré5  | 1179            |                                                                                                  |
| 10   | Do#5  | 1100            | Mi5  | 1310            |                                                                                                  |
| 11   | Ré#5  | 1210            | Fa#5 | 1441            |                                                                                                  |
| 12   | Mi5   | 1320            | Sol5 | 1572            |                                                                                                  |
| 13   | Fá#5  | 1430            | Lá5  | 1703            | Veja que o Lá 5 é muito desafinado em relação à mesma nota na série de Lá (última linha)         |
| 14   | Sol5  | 1540            | Sib5 | 1834            | Estas notas não pertencem a nenhuma escala ocidental por terem intervalo inferior a um semitom.  |
| 15   | Sol#5 | 1650            | Si5  | 1965            |                                                                                                  |
| 16   | Lá5   | 1760            | Do6  | 2096            | Quatro oitavas acima da fundamental                                                              |

A partitura abaixo mostra as 16 primeiras notas da série iniciada em Do2, mostrada na tabela acima.

## Aplicações das séries harmônicas na música

### Composição das escalas musicais
Como o intervalo de quinta é o mais consonante de todos, a maior parte das civilizações o adotou intuitivamente para selecionar as notas que tomariam parte de suas escalas musicais. Isso inclui além da escala diatônica usada na música ocidental, os modos gregos e diversas escalas pentatônicas usadas na Ásia, África e por alguns povos indígenas das Américas.
Se tomarmos por exemplo, a série harmônica cuja fundamental é a nota Do, o segundo harmônico será o Do repetido uma oitava acima. O terceiro, será uma nota Sol, uma quinta acima do segundo (ver tabela acima). Basta baixar de uma oitava esta nota para que o primeiro Do e o Sol estejam a uma quinta de distância. Se, de forma semelhante, tomarmos agora o Sol como fundamental de uma nova série obtemos, por processo semelhante, o Ré, uma quinta acima desta nota. Procedendo sucessivamente desta forma, as quintas vão se suceder na sequência: Do, Sol, Ré, Lá, Mi, Si, Fá#, Do#, Sol# Ré#, Lá# e Fá (as doze notas da escala cromática), após o que, o ciclo se repete.
Se tomarmos qualquer subconjunto deste ciclo e reordenarmos suas notas de forma que pertençam todas à mesma oitava, teremos uma escala musical. Por exemplo, se tomarmos as primeiras cinco notas do ciclo: Do, Sol, Ré, Lá e Mi e a reordenarmos (transpondo o Ré o o Lá uma oitava abaixo e o Mi em duas oitavas abaixo) teremos uma seqüência de notas ascendente: Do, Ré, Mi, Sol e Lá, uma escala pentatônica utilizada na música chinesa.
Se tomarmos a sequência de 7 notas: Fá, Do, Sol, Ré, Lá, Mi e Si e fizermos uma reordenação de oitavas semelhante à mostrada acima, teremos a sequência Do, Ré, Mi, Fá, Sol, Lá e Si, a escala diatônica maior usada na música tonal.
Escalas microtonais, como as Ragas indianas, podem ser obtidas de forma semelhante, a partir da série harmônica, mas nem todas as suas notas se baseiam no ciclo das quintas. Algumas notas  com intervalos menores que um tom provêm de relações entre harmônicos mais altos, que geram ciclos mais longos que o de doze semitons da escala cromática ocidental.

## Construção de instrumentos musicais
Uma vez que a série harmônica é obtida naturalmente em qualquer oscilador harmônico os instrumentos musicais com notas determinadas foram inicialmente construídos de forma a utilizar apenas as notas pertencentes à série. No entanto, esse tipo de construção gera intervalos ligeiramente desafinados, principalmente nas oitavas mais altas. Podemos notar isso na tabela acima, comparando a mesma nota em séries diferentes. Muitas das notas que se repetem nas duas séries possuem frequências diferentes (como por exemplo o Sol4 linhas 6 e 7). Isso significa que um instrumento afinado de acordo com a série de Lá não poderia tocar em conjunto com um outro afinado de acordo com a série de Do. Para corrigir este problema, os músicos possuíam instrumentos de sopro afinados em diversas tonalidades diferentes, que eram usados de acordo com a composição executada. Os instrumentos de cordas precisavam ser reafinados para cada tonalidade diferente. Para minimizar esse problema, utilizam-se atualmente escalas temperadas. O sistema de temperamentos, introduzido na época da música barroca, altera as frequências de algumas notas para permitir que todos os intervalos de quinta e oitava sejam consonantes, mesmo que as notas obtidas fiquem ligeiramente diferentes das notas da série harmônica. Isso permite a afinação em instrumentos polifônicos como o piano ou o órgão ou entre instrumentos diferentes.
O conhecimento da série harmônica é importante para a construção de instrumentos musicais, principalmente aqueles baseados na vibração de colunas de ar (instrumentos de sopro ou aerofones). Nestes instrumentos, o ar vibra dentro de tubos. Cada tubo possui uma freqüência fundamental derivada do comprimento do tubo. Somente as notas da série harmônica derivada desta fundamental podem ser executadas em cada comprimento de tubo. Para permitir a utilização destes instrumentos para executar músicas em qualquer escala, é preciso utilizar algum meio para alterar a frequência fundamental do tubo e possibilitar a execução das notas que faltam na sua tessitura original, seja através da utilização de orifícios como os da flauta ou alterando o comprimento do tubo através de válvulas ou pistões, como em um trompete. Outra forma de aumentar a extensão de um aerofone é fazer instrumentos compostos de vários tubos, como por exemplo, a flauta de pan e os órgãos de tubos.
Também para os demais instrumentos de altura definida (afináveis), o conhecimento da série harmônica permite conseguir maior controle sobre a execução ou afinação. Em um violão, por exemplo, podemos notar que a distância entre os trastes não é constante. Eles ficam mais próximos na região mais aguda do braço. Esta disposição obedece a uma divisão dos intervalos que dê origem a um temperamento adequado do instrumento.

## Mídia
O áudio a seguir se constitui de frequência pura, verifique se seu volume está em um nível seguro antes de executar este arquivo pois o mesmo poderá causar danos ao aparelho auditivo.